# Turka (rzeka)
Turka (ukr. Турка) — niewielka rzeka na Ukrainie, przepływająca przez rejon kołomyjski i śniatyński obwodu iwanofrankiwskiego. Lewy dopływ Prutu w dorzeczu Dunaju.

## Opis
Turka ma 35 km długości, a powierzchnia jej zlewni wynosi 140 km². Spadek rzeki 4,0 m/km. Dolina o szerokości 0,5–1 km, w górnym biegu V-kształtna, w dolnym zaś trapezokształtna. U ujścia łączy się z doliną Prutu. Terasa o szerokości 50–100 m, tylko po jednej stronie. Koryto mocno rozczłonkowane, o szerokości 2–5 m. Na rzece istnieją wyspy. Turka wykorzystywana jest do połowów ryb oraz do zaopatrywania w wodę. Znajduje się na niej także kilka młynów wodnych.

## Położenie
Bierze początek w Lesie Korszowskim, na południowy zachód od wsi Kazanów. Płynie na wschód i południowy wschód. Uchodzi do Prutu na południowy wschód od Oleszkowa.
Nad rzeką leżą (począwszy od źródeł): Kazanów, Liski, Turka, Podhajczyki, Zahajpol, Kierniczki, Borszcziwćka Turka, o.t.m. Zabłotów, Tułykiw, Oleszków.

## Dopływy
- Kobylczyk (lewy)

## Źródła
- «Каталог річок України» — Видавництво АН УРСР, Київ, 1957.
- Географічна енциклопедія України : у 3 т. / редколегія: О. М. Маринич (відпов. ред.) та ін. — К. : «Українська радянська енциклопедія» ім. М. П. Бажана, 1989.
- Ресурсы поверхностных вод СССР. Описание рек и озёр и расчёты основных характеристик их режима. — Т. 6. Украина и Молдавия. Вып. 1. Западная Украина и Молдавия (без бассейна р. Днестра). — Л., Гидрометеоиздат, 1978. — 224—227 с. (рос.)